# Giải Grammy cho album soundtrack nhạc nền xuất sắc nhất cho phương tiện truyền hình ảnh
Giải Grammy cho nhạc nền xuất sắc nhất cho phim ảnh bắt đầu được trao tặng từ năm 1960. Cho đến trước năm 2001, giải thưởng chỉ trao cho các nhà soạn nhạc của bộ phim. Từ 2001 đến 2006, giải được trao cho cả các nhà sản xuất và kỹ sư của phim. Đến năm 2007, giải thưởng lại trở về tay một mình nhà soạn nhạc.
Giải thưởng này chỉ được trao cho các nhà soạn nhạc xuất sắc trong các phim điện ảnh, truyền hình, trò chơi video hoặc phương tiện truyền thông khác.

## Thập niên 2010
Giải Grammy lần thứ 52 (2010)
- Up – Michael Giacchino
  - The Curious Case of Benjamin Button – Alexandre Desplat
  - Harry Potter and the Half-Blood Prince – Nicholas Hooper
  - Milk – Danny Elfman
  - Star Trek – Michael Giacchino

Giải Grammy lần thứ 53 (2011)
- Toy Story 3 – Randy Newman
  - Alice in Wonderland – Danny Elfman
  - Avatar – James Horner
  - Inception – Hans Zimmer
  - Sherlock Holmes – Hans Zimmer

Giải Grammy lần thứ 54 (2012)
- The King's Speech – Alexandre Desplat
  - Black Swan – Clint Mansell
  - Harry Potter and the Deathly Hallows Part 2 – Alexandre Desplat
  - The Shrine – Ryan Shore
  - Tron Legacy – Daft Punk

Giải Grammy lần thứ 55 (2013)
- The Girl with the Dragon Tattoo – Trent Reznor & Atticus Ross
  - The Adventures of Tintin: The Secret of the Unicorn – John Williams
  - The Artist – Ludovic Bource
  - The Dark Knight Rises – Hans Zimmer
  - Hugo – Howard Shore
  - Journey – Austin Wintory

Giải Grammy lần thứ 56 (2014)
- Skyfall – Thomas Newman
  - Argo – Alexandre Desplat
  - The Great Gatsby – Craig Armstrong
  - Life of Pi – Mychael Danna
  - Lincoln – John Williams
  - Zero Dark Thirty – Alexandre Desplat

Giải Grammy lần thứ 57 (2015)
- The Grand Budapest Hotel – Alexandre Desplat
  - Frozen – Christophe Beck
  - Gone Girl – Trent Reznor & Atticus Ross
  - Gravity – Steven Price
  - Saving Mr. Banks – Thomas Newman